# Rentamt Windsbach

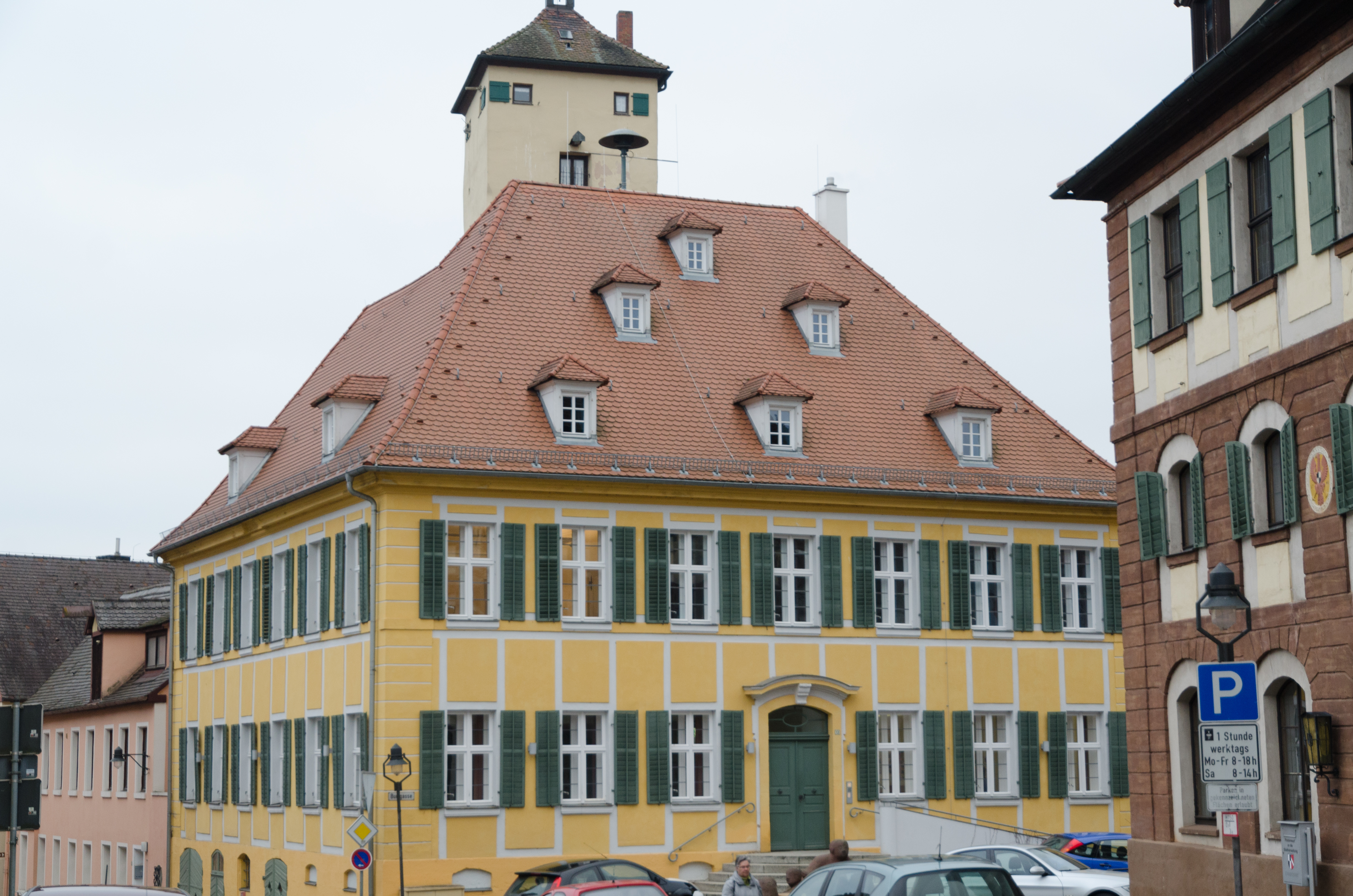
Das Amtsgebäude

Das Rentamt Windsbach war von 1808 bis 1879 für die Finanzverwaltung des Landgerichts Heilsbronn (ab 1862 Bezirksamt Heilsbronn) zuständig. Der Sitz war das ehemalige markgräfliche Amtshaus (Hauptstr. 13) und wurde aus rein pragmatischen Gründen gewählt, da es in Heilsbronn dafür keine geeigneten Räumlichkeiten gab. Das Rentamt wurde 1808 in 20 Steuerdistrikte aufgeteilt. 1857 wurden die Gemeinden Biederbach, Gerbersdorf, Heglau, Hirschlach, Merkendorf und Selgenstadt an das Landgericht Gunzenhausen überwiesen. Das Rentamt Windsbach war aber trotzdem noch bis zum 30. September 1865 für deren Finanzverwaltung zuständig. Mit dem 1. Januar 1880 wurde das Rentamt Windsbach aufgelöst. Der Sitz wurde nach Heilsbronn verlegt.

## Geschichtliche Randnotiz
Infolge des Deutschen Krieges (1866) war zu befürchten, dass preußische Truppen nach Windsbach einrücken könnten. Deswegen wurde angeordnet, die Kassenbestände in der Festung Ingolstadt in Sicherheit zu bringen.